# Astana-Baba-Mausoleum
Das Astana-Baba-Mausoleum ist ein Gebäudekomplex nahe der turkmenischen Stadt Kerki in der östlichen Provinz Lebap.

## Aufbau
Das Mausoleum umfasst einen größeren Gebäudekomplex, der von vier Kuppeln geprägt wird. Die Anlage wird durch einen Pischtak betreten, dahinter führt ein gepflasterter Weg zu den vier Gebäuden. Westlich befinden sich zwei Räume mit Dachkuppeln, in denen sich jeweils zwei Gräber befinden. In östlicher Richtung befinden sich zwei weitere Räume, die jeweils von einer Kuppel überdacht werden. Einer der Räume beherbergt ein einzelnes Grab, der andere ist der Hauptraum einer kleinen Moschee.
Wer einst in den Gräbern beigesetzt wurde, ist heute unklar.

## Baugeschichte
Der Gebäudekomplex war über Jahrhunderte zahlreichen Veränderungen und Anbauten unterworfen. Die ältesten Teile, darunter der Pischtak und Teile der Moschee, stammen aus dem 12. Jahrhundert, andere Teile, darunter die Doppelgräber im Westen der Anlage, sind deutlich neuer, vermutlich wurden sie im 19. Jahrhundert errichtet. Die letzten größeren baulichen Veränderungen wurden im Jahr 1920 im Auftrag des Emirs von Buchara, abgeschlossen.

## Nutzung
Das Astana-Baba-Mausoleum ist eine der bedeutendsten Pilgerstätten Turkmenistans und wurde selbst während der Sowjetzeit, als Pilgerfahrten offiziell verboten waren, von vielen Menschen besucht. Tausende kranke Menschen kommen jährlich an den als heilig geltenden Ort im Osten Turkmenistans, da sie sich Heilung von ihren Krankheiten erhoffen.

## Legende
Die besagte Legende von der Erbauung des Mausoleums handelt von Ibn Ali Nur Ogly Zuveida, dem damaligen Herrscher von Balch. Dessen einzige Tochter starb kurz nach ihrer Hochzeit und der trauernde Herrscher befahl den Bau eines prachtvollen Mausoleums. Dieses stürzte kurz nach seiner Fertigstellung in sich zusammen und auch ein zweites und drittes Bauwerk zu Ehren seiner Tochter erlitten das gleiche Schicksal. Daraufhin riet ein alter Mann dem Herrscher, Erde und Wasser aus Mekka für den Bau zu verwenden. Daraufhin baute der König das heutige Astana-Baba-Mausoleum und diesmal blieb es nach seiner Fertigstellung stehen. Nach seinem Tod soll der Vater neben seiner Tochter bestattet worden sein.